# Hàng không năm 1911
Đây là danh sách các sự kiện hàng không nổi bật xảy ra trong năm 1911:

## Các sự kiện

### Tháng 1
- 18 tháng 1 - Eugene Ely hạ cánh trên boong tàu USS Pennsylvania đang neo tại Vịnh San Francisco, đây là máy bay đầu tiên hạ cánh trên mặt tàu.

### Tháng 2
- 5 tháng 2 - Chuyến bay đầu tiên tại New Zealand được thực hiện bởi Vivian Walsh tại Auckland, nhưng nó lại không được thừa nhận.
- 18 tháng 2 - Bưu phẩm đầu tiên được mang trên một chiếc máy bay. Henri Pequet mang bưu phẩm xuyên Sông Jumna, từ Allahabad đến Naini Junction, Ấn Độ.

### Tháng 3
- Không quân Tây Ban Nha được thành lập với tên gọi tiếng Tây Ban Nha là Aeronáutica militar Española, với 4 máy bay.
- 23 tháng 3 - Louis Breguet mang 11 hành khách trên quãng đường 5 km (3.1 miles).

### Tháng 4
- 1 tháng 4 - Đơn vị bay đầu tiên của Quân đội Anh, Tiểu đoàn Kỹ sư Hàng không Hoàng Gia được thành lập.
- 12 tháng 4 - Pierre Prier thực hiện chuyến bay không dừng đầu tiên từ London đến Paris

### Tháng 5

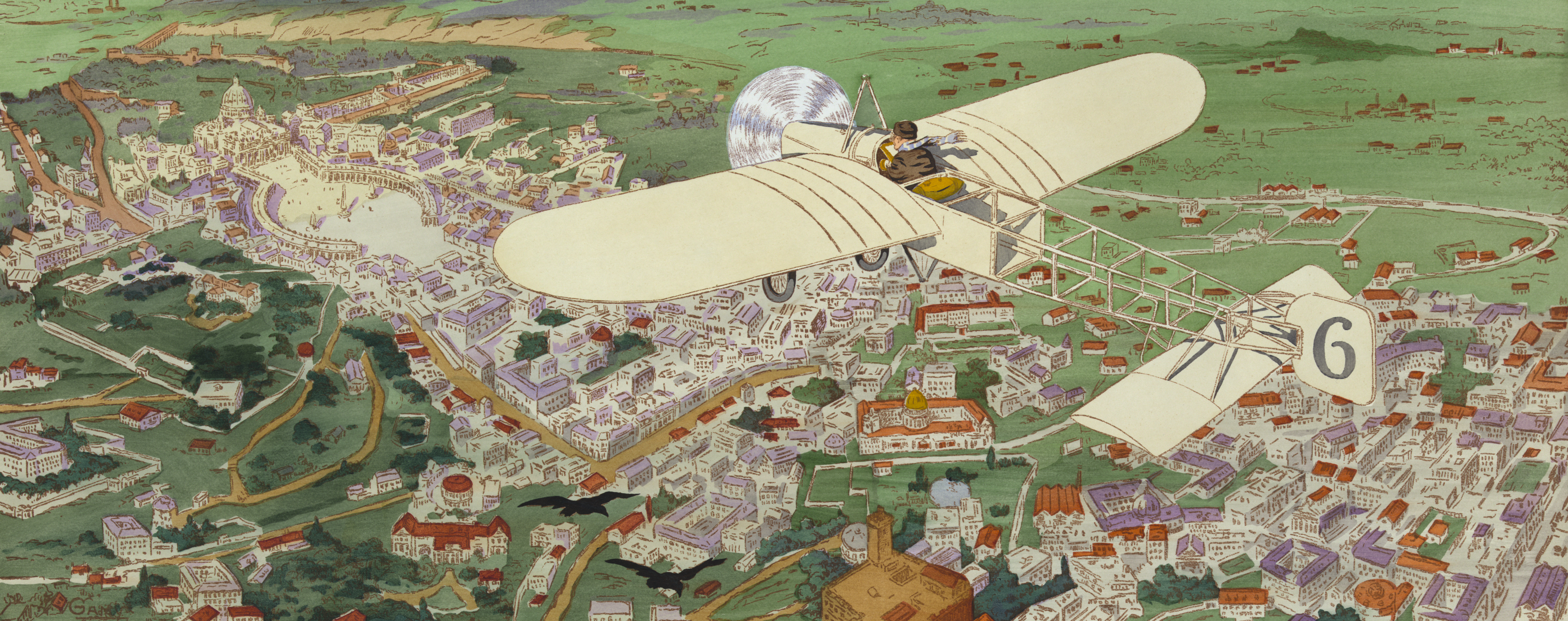
Chuyến bay Paris-Roma của André Beaumont năm 1911

- 8 tháng 5 - Cục Hàng không hải quân Hoa Kỳ được thành lập và chiếc máy bay đầu tiên, Curtiss Model D, được trang bị.
- 31 tháng 5 - Andre Beaumont vượt Roland Garros trong cuộc đua máy bay tại Paris đến Roma, hoàn thành 1.465 km (910 mile) trong 28 giờ 5 phút.

### Tháng 7
- 4 tháng 7 - Hàng hóa thương mại đầu tiên được mang trên một máy bay. Công ty General Electric đã trả 100 bảng để mang những chiếc bóng đèn điện từ Shoreham đến Hove ở Anh.

### Tháng 8
- 29 tháng 8 - Hilda Hewlett trở thành người phụ nữ Anh đầu tiên nhận được giấy chứng nhận phi công.
- Harriet Quimby và Matilde Moisant trở thành những phụ nữ đầu tiên được cấp giấy phép phi công ở Mỹ.

### Tháng 9
- 9 tháng 9 - Bưu phẩm được vận chuyển bằng máy bay đầu tiên được thực hiện ở Anh. Gustav Hamel bay từ Hendon đến Windsor.
- 15 tháng 9 - Édouard de Nié Port, một trong những nhà thiết kế máy bay xuất sắc và tay đua máy bay của thời đại, và là người đồng sáng lập cùng anh trai tên Charles nhà máy chế tạo máy bay của Pháp tên là Nieuport, đã chết trong một tai nạn khi bay.
- 23 tháng 9 -  Bưu phẩm được vận chuyển bằng máy bay đầu tiên được thực hiện ở Mỹ. Earle Ovington bay 9.7 km (6 miles) từ Nassau Boulevard, New York đến Mineola, Long Island

### Tháng 10
- 19 tháng 10 - Eugene Ely chết trong một va chạm máy bay.
- 22 tháng 10 - Máy bay đầu tiên được sử dụng trong chiến tranh, một chiếc Blériot XI Quân đội Italia, bay từ Tripoli đến Azizia để trinh sát vị trí của quân Thổ Nhĩ Kỳ.
- 24 tháng 10 - Orville Wright bay trên tàu lượn trong 9 phút 45 giây qua những cồn cát gần Kitty Hawk, Bắc Carolina.

### Tháng 11
- 1 tháng 11 - Đại úy Giulio Gavotti của Không quân Italia đã thả những quả bom nhỏ xuống các đơn vị quân Thổ trong chiến tranh Italia-Thổ Nhĩ Kỳ. Đây là cuộc ném bom đầu tiên trong lịch sử chiến tranh trên một chiếc máy bay.
- 5 tháng 11 - Calbraith Rodgers hoàn thành chuyến bay đầu tiên từ bờ biển bên này đến bờ biển bên kia của Hoa Kỳ trên chiếc Vin Fiz Flyer - trong 49 ngày, và vài sự cố trên đường bay.